# Maccabi Haifa
Il Maccabi Haifa (in ebraico מ.כ מכבי חיפה‎?) è una società polisportiva israeliana con sede nella città di Haifa. Fondata nel 1913, fa parte dell'associazione sportiva Maccabi. Comprende varie sezioni: calcio, pallacanestro, sollevamento pesi, nuoto, tennis, tennis tavolo, pallavolo, pallamano, pallanuoto, hockey su ghiaccio, ginnastica artistica, scacchi, pugilato e scherma. Il presidente del Maccabi Haifa è l'ex calciatore Yochanan Vollach.

## Squadre
- Maccabi Haifa Football Club - calcio
- Maccabi Haifa B.C. - pallacanestro
- Maccabi Haifa W. - sollevamento pesi